# Мечеть Кетшава
Мече́ть Кетша́ва (араб. جامع كتشاوة‎, Djamaa Ketchaoua) — мечеть в городе Алжир. Расположена у подножья крепости, известной смешением стилей мавританской и византийской архитектуры.
Была основана в 1612 году. В 1845—1962 годах во время французской оккупации использовалась как Собор Святого Филиппа. Главная входная дверь, до которой ведут 23 ступеньки, украшена портиком с четырьмя чёрными мраморными колоннами. Крыша покоится на ряде сводов, поддерживаемых колоннами из белого мрамора, часть которых сохранилась от первоначальной постройки.

## История

### Истоки

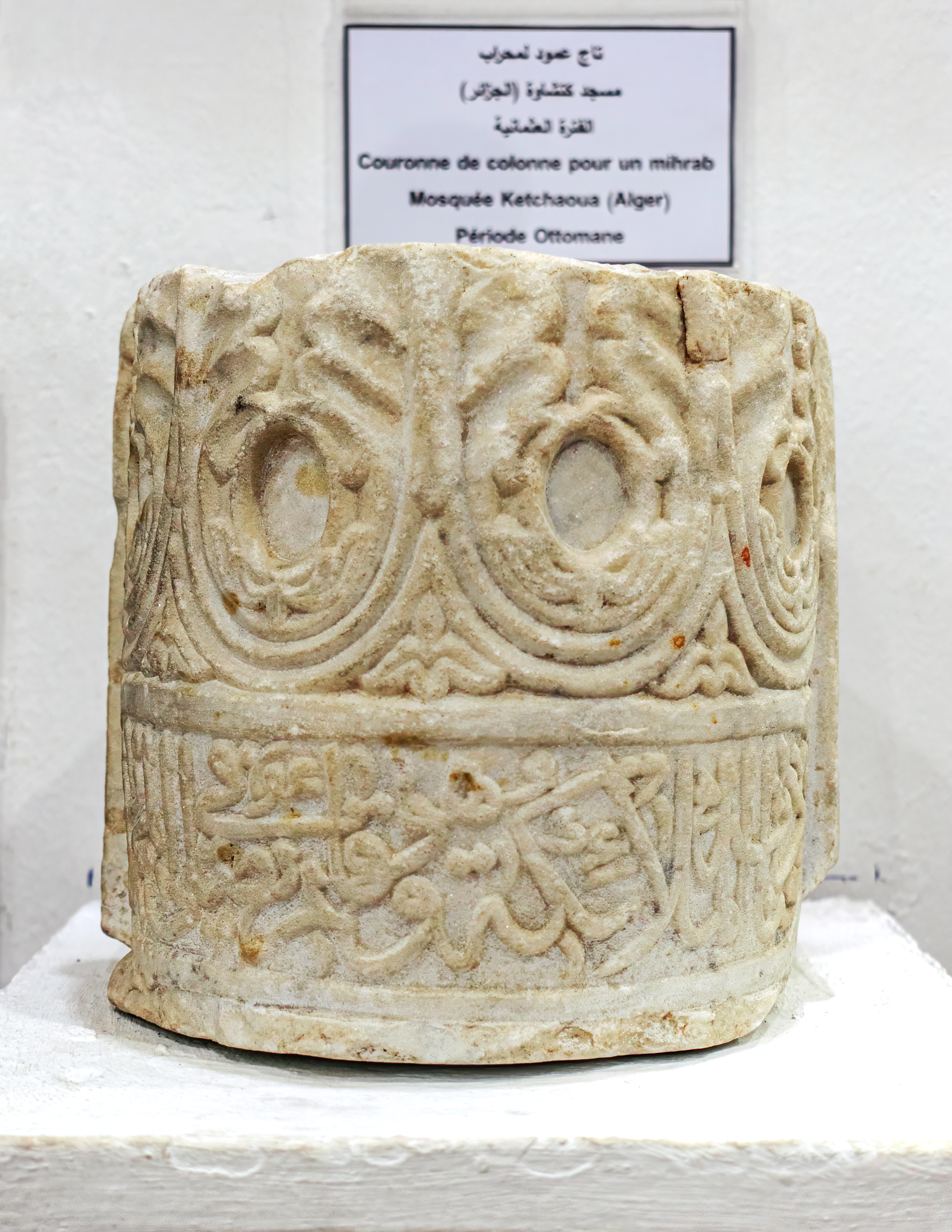
Капитель колонны михраба оригинальной мечети Кетшава.

Касба (крепость), построенная рядом с берегом Средиземного моря, является уникальным видом медины, или исламского города, который предшествовал строительству мечети Кетшава. Из нее открывается вид на острова, где в VI веке до нашей эры был основан Карфагенский торговый пост, сам же город Алжир был основан лишь в X веке зиридами. В течение следующих нескольких столетий берберы, римляне, византийцы, арабы и испанцы оказали своё влияние на развитие архитектурной мысли. История мечети Кетшава является неотъемлемой частью древней истории Касбы, признанной памятником всемирного наследия ЮНЕСКО. Ее точное местоположение было в центре города на пересечении дорог из нижней Касбы, ведущих к пяти воротам города Алжир. Неподтвержденное упоминание о мечети относится к XIV веку, а подтвержденный «нотариальный документ» датирует ее 1612 годом. Однако, согласно памятной надписи, она была перестроена Хасан-пашой в конце XVIII века, когда ее прославляли как сооружение «несравненной красоты». Помимо мечети Кетшава, до наших дней сохранились остатки цитадели, других старых мечетей и дворцов в османском стиле, а также остатки традиционной городской структуры.

### Современный период

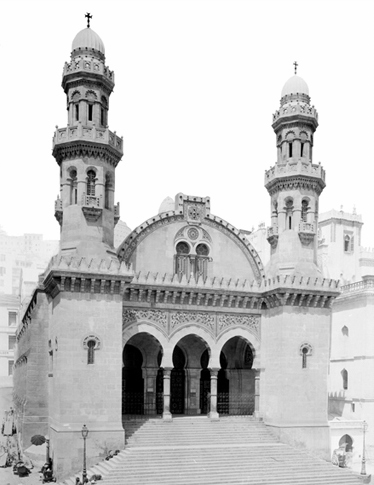
Собор Святого Филиппа, 1905

По приказу генерала Савари несколько сотен алжирцев, протестовавших против нарушения прав, предоставленных предыдущим французским военачальником генералом де Бурмоном, были выселены штыками из мечети в декабре 1831 года, прежде чем на Рождество 1832 года она была освящена как собор Святого Филиппа. В 1838 году, после завоевания алжирского города Константина Францией, маршал де Вале установил крест на вершине собора. Между 1845 и 1860 годами старая мечеть была снесена и построена новая церковь. 
После освобождения Алжира от французского владычества восстановление собора в качестве мечети Кечауа в 1962 году считается «имеющим важное религиозное и культурное значение». Повторное освящение собора в мечеть было проведено в первый год независимости Алжира на официальной церемонии под председательством Тауфика аль Мадани, которая прошла на площади Бен Бадис (ранее известной как Лавижер). В 1965 году колокола собора были переданы церкви Ле-Вьё-Марше, где Луи Массиньон основал христианско-мусульманское паломничество во время войны за независимость.